# Aéroport Gagarine de Saratov
L'aéroport international Gagarine (russe : Международный Аэропорт Гагарин) est un aéroport près de Saratov, en Russie, ouvert depuis le 20 août 2019.

## Construction

### Contexte
L'aéroport central de Saratov desservait Saratov depuis de nombreuses décennies, ayant ouvert sous le régime soviétique en 1931. À l'origine, l'aérodrome est construit relativement loin de la ville, mais les limites de la ville se rapprochent lentement de l'aéroport, en raison de l'étalement urbain. Au début des années 1990, l'aérodrome est complètement entouré d'une zone urbaine sans possibilité d'extension. Cependant, il reste encore beaucoup de marge d'augmentation pour le trafic croissant de passagers. Vers le milieu des années 2000 toutefois, l'aéroport central devient trop petit pour gérer le nombre de passagers prévu.

### Proposition de construction d'un nouvel aéroport
En 2014, « Airports of Regions » présente un projet de nouvel aéroport à Saratov, sans préciser s'il sera construit sur des terrains déjà urbanisés ou sur de nouvelles terres. En janvier 2015, la construction de l'aéroport commence,. Le montant total dépensé pour la construction est de 7 à 10 milliards de roubles. Il s'agit alors du troisième aéroport de Russie à être construit à partir de zéro après l'éclatement de l'Union soviétique, après celui de Talakan en Yakoutie et l'aéroport Platov à Rostov-sur-le-Don, qui appartient également à la société « Airports of Regions ».

### Choix du nom
« Airports of Regions » prévoir initialement de conserver le nom du précédent aéroport de la ville pour désigner le nouveau, mais en août, les constructeurs décident de l'appeler « Gagarine »,. Cela provoque une certaine confusion, car l'aéroport d'Orenbourg possède déjà un nom similaire.

## Compagnies aériennes et destinations

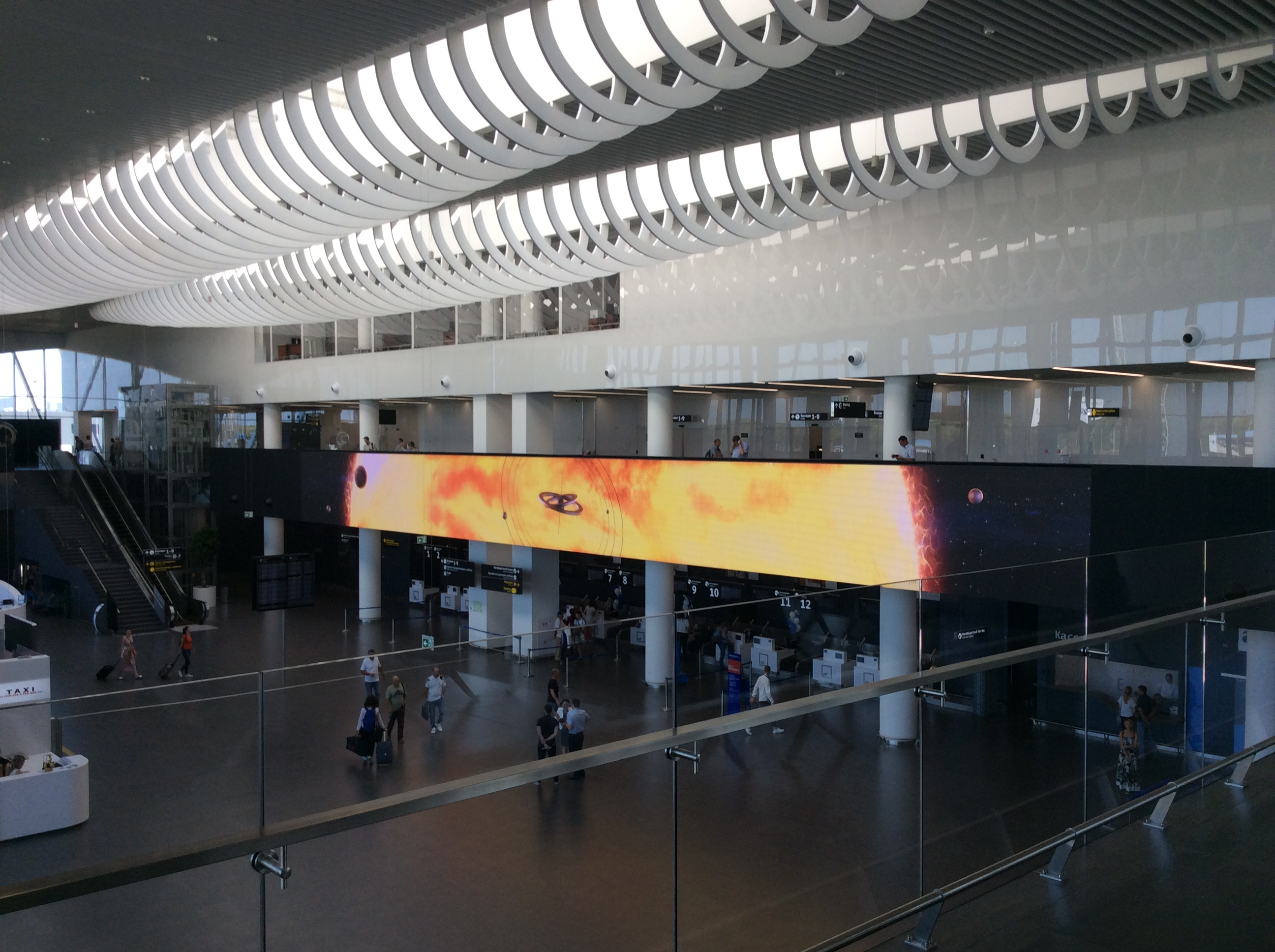
Hall

| Compagnies        | Destinations |
| ----------------- | --- |
| Aeroflot          | Moscou Chérémétiévo                                                                                                 |
| Azimuth           | Krasnodar-Pashkovsky, Nijni Novgorod-Strigino, Rostov-sur-le-Don/Platov                                             |
| Azur Air          | En saison Charter : Antalya , Dubaï Al Maktoum.                                                                     |
| Ellinair          | En saison : Thessalonique-Makedonía.                                                                                |
| IrAero            | Mineralniye Vody, Moscou-Domodédovo, Saint-Pétersbourg-Poulkovo, Simféropol, Sotchi-Adler, Iékaterinbourg-Koltsovo. |
| Nordwind Airlines | En saison : Sotchi-Adler.                                                                                           |
| Pegas Fly         | Moscou Chérémétiévo                                                                                                 |
| Pobeda            | Moscou-Vnoukovo, Saint-Pétersbourg-Poulkovo.                                                                        |
| Royal Flight      | En saison Charter : Dubaï Al Maktoum.                                                                               |
| S7 Airlines       | Moscou-Domodédovo                                                                                                   |
| Smartavia         | Moscou-Domodédovo.                                                                                                  |
| Utair             | En saison Charter : Sourgout                                                                                        |
| Yamal Airlines    | En saison Charter : Thessalonique-Makedonía                                                                         |